# تناجر أوبالي متوج
تناجر أوبالي متوج (الاسم العلمي: Tangara callophrys)، هو نوع من الطيور يتبع فصيلة التناجر ضمن رتبة العصفوريات.